# Orainville
Orainville település Franciaországban, Aisne megyében. Lakosainak száma 496 fő (2022. január 1.). Orainville Aguilcourt, Bertricourt, Pignicourt, Auménancourt, Berméricourt és Brimont községekkel határos.

## Népesség
A település népességének változása:
| Lakosok száma | 220  | 271  | 277  | 444  | 516  | 519  | 507  | 502  | 500  | 496  |
|               | 1968 | 1982 | 1990 | 2006 | 2013 | 2015 | 2017 | 2019 | 2020 | 2022 |